# La Valldan
La Valldan es una entidad de población española del municipio de Odén, perteneciente a la provincia de Lérida, en la comunidad autónoma de Cataluña.

## Toponimia
El lugar puede aparecer referido como «La Valldan» y «Valldan».

## Historia
Hacia mediados del siglo XIX, el lugar, ya por entonces perteneciente a Odén, tenía contabilizada una población de 42 habitantes. Aparece descrito en el decimoquinto volumen del Diccionario geográfico-estadístico-histórico de España y sus posesiones de Ultramar de Pascual Madoz con las siguientes palabras:

VALLDAN: ald. en la prov. de Lérida (16 leg.), part. jud. de Solsona (6), dióc. de Seo de Urgel (9), aud. terr. y c. g. de Barcelona (30), ayunt. de Oden. sit. en una eminencia; su clima es frio, pero sano. Tiene 9 casas; igl. parr. (San Justo y Pastor), matriz de las casas de Moracondal y Salse, servida por un cura de entrada y provision del ordinario por oposicion en concurso; una ermita; cementerio, y buenas aguas potables. Confina con Mompol y Oliana: en su térm. se encuentran las mencionadas casas de Maracondal y Salse, con otras varias masias. El terreno es de secano y de tercera calse: por él corre el torrente Rexa, que va á unirse al Segre. Los caminos son locales: la correspondencia se recibe de Oliana. prod.: centeno, avena, vino, aceite, patatas y bellotas: cria ganado vacuno, cabrio y de cerda, y caza de perdices. pobl.: 9 vec., 42 alm. cap. imp.: 16,131 rs. contr.: el 14'48 por 100 de esta riqueza.
(Madoz, 1849, p. 588)

En 2022, la entidad singular de población tenía empadronados dieciocho habitantes.